# Cupa României la handbal feminin 2017-2018
Cupa României la handbal feminin 2017-2018 a fost a 33-a ediție a competiției de handbal feminin românesc organizată de Federația Română de Handbal (FRH) cu începere din 1978. Datele celor trei etape ale ediției 2017-2018 a Cupei au fost precizate în regulamentele de desfășurare a întrecerilor interne de handbal feminin publicate, pe 17 iulie 2017, pe pagina oficială a FRH.
Începând cu această ediție, competiția este sponsorizată de Fan Courier și poartă numele de Cupa României Fan Courier feminin.
Ediția din 2018 a fost câștigată de CSM București, fiind al treilea trofeu de acest fel obținut de formația bucureșteană.

## Echipe participante
În iunie 2017, FRH a anunțat că la ediția 2017-2018 a Cupei României vor participa toate echipele din Liga Națională 2017-2018, plus echipele clasate la sfârșitul turului pe primul loc în cele 2 serii ale Diviziei A, în total 16 echipe. Cele două echipe din Divizia A, determinate înainte de începerea optimilor de finală ale Cupei României, sau fost SCM Gloria Buzău, ocupanta locului 1 în Seria A, și CS Minaur Baia Mare, ocupanta locului 1 în Seria B.

## Sistem
Competiția s-a desfășurat cu optimi de finală, sferturi de finală și un turneu final de tip Final Four. Orașul care a găzduit formatul final cu 4 echipe a fost stabilit de către Comisia Centrală de Competiții a FRH la o dată ulterioară începerii întrecerii. Conform regulamentului de desfășurare a competiției, data limită pentru depunerea ofertei de organizare a Final Four a fost 6 ianuarie 2018.

## Partide
Tabelul de mai jos are scop pur informativ. Punctele și golaverajul nu s-au luat în considerare la desfășurarea competiției, în care meciurile s-au jucat în sistem eliminatoriu.
|  | Echipe eliminate în sferturi |
|  | Echipe eliminate în optimi   |

Actualizat pe 1 aprilie 2018
| Poz. | Echipa                | J | V | E | Î | GM  | GP  | DG   | P  | Calificată în |
| ---- | --------------------- | - | - | - | - | --- | --- | ---- | -- | ------------- |
| 1    | CSM București         | 4 | 4 | 0 | 0 | 130 | 92  | + 38 | 12 |               |
| 2    | HCM Râmnicu Vâlcea    | 4 | 3 | 0 | 1 | 113 | 103 | + 10 | 9  | Cupa EHF      |
| 3    | HC Dunărea Brăila     | 4 | 3 | 0 | 1 | 107 | 101 | + 6  | 9  |               |
| 4    | CSM Roman             | 4 | 2 | 0 | 2 | 100 | 107 | – 7  | 6  |               |
| 5    | Corona Brașov         | 2 | 1 | 0 | 1 | 58  | 52  | + 6  | 3  |               |
| 6    | CSM Bistrița          | 2 | 1 | 0 | 1 | 58  | 55  | + 3  | 3  |               |
| 7    | HC Zalău              | 2 | 1 | 0 | 1 | 50  | 48  | + 2  | 3  |               |
| 8    | CSU Danubius Galați   | 2 | 1 | 0 | 1 | 43  | 42  | + 1  | 3  |               |
| 9    | CSM Slatina           | 1 | 0 | 0 | 1 | 19  | 23  | – 4  | 0  |               |
| 10   | „U” Alexandrion Cluj  | 1 | 0 | 0 | 1 | 27  | 33  | – 5  | 0  |               |
| 11   | CS Măgura Cisnădie    | 1 | 0 | 0 | 1 | 23  | 28  | – 5  | 0  |               |
| 12   | SCM Craiova           | 1 | 0 | 0 | 1 | 22  | 27  | – 5  | 0  |               |
| 13   | SCM Gloria Buzău1)    | 1 | 0 | 0 | 1 | 17  | 24  | – 7  | 0  |               |
| 14   | CS Rapid București    | 1 | 0 | 0 | 1 | 24  | 31  | – 7  | 0  |               |
| 15   | CS Minaur Baia Mare2) | 1 | 0 | 0 | 1 | 21  | 31  | – 10 | 0  |               |
| 16   | HCM Slobozia          | 1 | 0 | 0 | 1 | 19  | 34  | – 15 | 0  |               |

Referințe
1) Ocupanta locului 1 în Seria A a Diviziei A.
2) Ocupanta locului 1 în Seria B a Diviziei A.

### Optimile de finală
Optimile de finală au fost stabilite a se desfășura pe 17 februarie 2018. CSM București a jucat partida din optimi în avans, pe 5 ianuarie 2018. În luna februarie, perioada prevăzută pentru desfășurarea optimilor Cupei României, echipa bucureșteană a disputat meciuri în grupele principale ale Ligii Campionilor EHF. Tragerea la sorți pentru stabilirea meciurilor din cadrul optimilor de finală a avut loc pe 23 noiembrie 2017, la sediul FRH. Echipele au tras la sorți numerele de la 1 la 16, iar partidele s-au jucat după cum urmează: între numerele 1–16, 2–15, 3–14, 4–13, 5–12, 6–11, 7–10 și 8–9. Echipele care au extras numerele de la 1-8 au fost gazde, iar echipele care au extras numerele 9-16 au fost oaspete. Câștigătoarele partidelor au avansat în sferturile de finală.
În urma tragerii la sorți au rezultat următoarele optimi de finală:
| 5 ianuarie 2018 Digi1, Telekom17:30 | HCM Slobozia | 19 - 34 | CSM București      | Sala Sporturilor „Andreea Nica”, Slobozia Arbitri: Ionică, Mărgărit |
| 5 ianuarie 2018 Digi1, Telekom17:30 | Dăscălete 6  | (11-18) | Bazaliu, Gulldén 5 | Sala Sporturilor „Andreea Nica”, Slobozia Arbitri: Ionică, Mărgărit |
| 5 ianuarie 2018 Digi1, Telekom17:30 | 2× 2×        | Raport  | 3× 2×              | Sala Sporturilor „Andreea Nica”, Slobozia Arbitri: Ionică, Mărgărit |

| 17 februarie 2018 11:00 | CSM Bistrița | 33 - 27 | „U” Alexandrion Cluj | Sala Polivalentă, Bistrița Arbitri: Șerbu, Vasilescu |
| 17 februarie 2018 11:00 | Rațiu 7      | (21-12) | Senocico-Ani 7       | Sala Polivalentă, Bistrița Arbitri: Șerbu, Vasilescu |
| 17 februarie 2018 11:00 | 3× 2×        | Raport  | 1×                   | Sala Polivalentă, Bistrița Arbitri: Șerbu, Vasilescu |

| 17 februarie 2018 Digi2, Telekom211:30 | HC Dunărea Brăila | 28 - 23 | CS Măgura Cisnădie   | Sala Polivalentă „Danubius”, Brăila Arbitri: Florescu, Stoia |
| 17 februarie 2018 Digi2, Telekom211:30 | Vătu 11           | (17-10) | Fachinello, Șerban 5 | Sala Polivalentă „Danubius”, Brăila Arbitri: Florescu, Stoia |
| 17 februarie 2018 Digi2, Telekom211:30 | 2× 3×             | Raport  | 1× 4×                | Sala Polivalentă „Danubius”, Brăila Arbitri: Florescu, Stoia |

| 17 februarie 2018 Digi2, Telekom213:00 | CSM Roman                   | 27 - 22 | SCM Craiova | Sala Polivalentă, Roman Arbitri: Năstase, Stancu |
| 17 februarie 2018 Digi2, Telekom213:00 | Boljević, Iovănescu, Popa 4 | (16-12) | Vizitiu 8   | Sala Polivalentă, Roman Arbitri: Năstase, Stancu |
| 17 februarie 2018 Digi2, Telekom213:00 | 1× 2×                       | Raport  | 5× 3×       | Sala Polivalentă, Roman Arbitri: Năstase, Stancu |

| 17 februarie 2018 16:00 | Minaur Baia Mare2) | 21 - 31 | Corona Brașov | Sala Sporturilor „Lascăr Pană”, Baia Mare Asistență: 1.000 Arbitri: Enache, Răduț |
| 17 februarie 2018 16:00 | Andrița, Tecar 5   | (11-15) | Tiron 6       | Sala Sporturilor „Lascăr Pană”, Baia Mare Asistență: 1.000 Arbitri: Enache, Răduț |
| 17 februarie 2018 16:00 | 3×                 | Raport  | 5×            | Sala Sporturilor „Lascăr Pană”, Baia Mare Asistență: 1.000 Arbitri: Enache, Răduț |

| 17 februarie 2018 17:00 | SCM Gloria Buzău1) | 17 - 24 | CSU Danubius Galați | Sala „Romeo Iamandi”, Buzău Asistență: 1.200 Arbitri: Agliceriu, Turdean |
| 17 februarie 2018 17:00 | Horjea 7           | (5-13)  | Clisu, Șelever 6    | Sala „Romeo Iamandi”, Buzău Asistență: 1.200 Arbitri: Agliceriu, Turdean |
| 17 februarie 2018 17:00 | Raport             |         |                     | Sala „Romeo Iamandi”, Buzău Asistență: 1.200 Arbitri: Agliceriu, Turdean |

| 19 februarie 2018 Digi3, Telekom218:00 | HC Zalău    | 23 - 19 | CSM Slatina  | Sala Sporturilor „Gheorghe Tadici”, Zalău Arbitri: Arsene, Bontea |
| 19 februarie 2018 Digi3, Telekom218:00 | Nichitean 6 | (13-12) | Cârligeanu 6 | Sala Sporturilor „Gheorghe Tadici”, Zalău Arbitri: Arsene, Bontea |
| 19 februarie 2018 Digi3, Telekom218:00 | 1× 3×       | Raport  | 1× 3×        | Sala Sporturilor „Gheorghe Tadici”, Zalău Arbitri: Arsene, Bontea |

| 21 februarie 2018 Digi3, Telekom220:15 | Rapid București | 24 - 31 | HCM Râmnicu Vâlcea | Sala Rapid, București Arbitri: Lungu, Paraschiv |
| 21 februarie 2018 Digi3, Telekom220:15 | Trifan 7        | (11-15) | Glibko 8           | Sala Rapid, București Arbitri: Lungu, Paraschiv |
| 21 februarie 2018 Digi3, Telekom220:15 | 6×              | Raport  | 7×                 | Sala Rapid, București Arbitri: Lungu, Paraschiv |

### Sferturile de finală
Sferturile de finală s-au desfășurat pe 14 și 15 martie 2018. Tragerea la sorți a partidelor a avut loc pe 20 februarie, de la ora 11:00, la sediul Federației Române de Handbal. Distribuția s-a făcut similar cu cea pentru optimile de finală. Echipele au tras la sorți numerele de la 1 la 8, iar partidele s-au jucat după cum urmează: între numerele 1–8, 2–7, 3–6 și 4–5. Echipele care au extras numerele de la 1-4 au fost gazde, iar echipele care au extras numerele 5-8 au fost oaspete. Câștigătoarele partidelor au avansat în Final Four.
În urma tragerii la sorți au rezultat următoarele sferturi de finală:
| 13 martie 2017 Digi2, Telekom18:00 | HC Dunărea Brăila | 28 - 25 | CSM Bistrița | Sala Polivalentă „Danubius”, Brăila Arbitri: Florescu, Stoia |
| 13 martie 2017 Digi2, Telekom18:00 | Vătu 9            | (16-15) | Pristăviță 7 | Sala Polivalentă „Danubius”, Brăila Arbitri: Florescu, Stoia |
| 13 martie 2017 Digi2, Telekom18:00 | 2× 3×             | Raport  | 1× 2×        | Sala Polivalentă „Danubius”, Brăila Arbitri: Florescu, Stoia |

| 14 martie 2017 Digi2, Telekom16:30 | CSM București | 29 - 27 | HC Zalău | Sala Polivalentă, București Arbitri: Gurbina, Stanciu |
| 14 martie 2017 Digi2, Telekom16:30 | Gulldén 6     | (14-17) | Tămaș 7  | Sala Polivalentă, București Arbitri: Gurbina, Stanciu |
| 14 martie 2017 Digi2, Telekom16:30 | 2× 3× 1×      | Raport  | 3× 3×    | Sala Polivalentă, București Arbitri: Gurbina, Stanciu |

| 14 martie 2017 17:00 | CSM Roman   | 25 - 19 | CSU Danubius Galați | Sala Polivalentă, Roman Arbitri: Doană, Gociu |
| 14 martie 2017 17:00 | Iovănescu 7 | (16-13) | Jovanovska 7        | Sala Polivalentă, Roman Arbitri: Doană, Gociu |
| 14 martie 2017 17:00 | 4× 2×       | Raport  | 5× 2×               | Sala Polivalentă, Roman Arbitri: Doană, Gociu |

| 15 martie 2017 Digi, Telekom18:00 | Corona Brașov | 27 - 31 | HCM Râmnicu Vâlcea | Sala „Dumitru Popescu Colibași”, Brașov Arbitri: Georgescu, Moldoveanu |
| 15 martie 2017 Digi, Telekom18:00 | Tîrcă 9       | (12-17) | Glibko 11          | Sala „Dumitru Popescu Colibași”, Brașov Arbitri: Georgescu, Moldoveanu |
| 15 martie 2017 Digi, Telekom18:00 | 3× 2×         | Raport  | 4× 3×              | Sala „Dumitru Popescu Colibași”, Brașov Arbitri: Georgescu, Moldoveanu |

### Final4

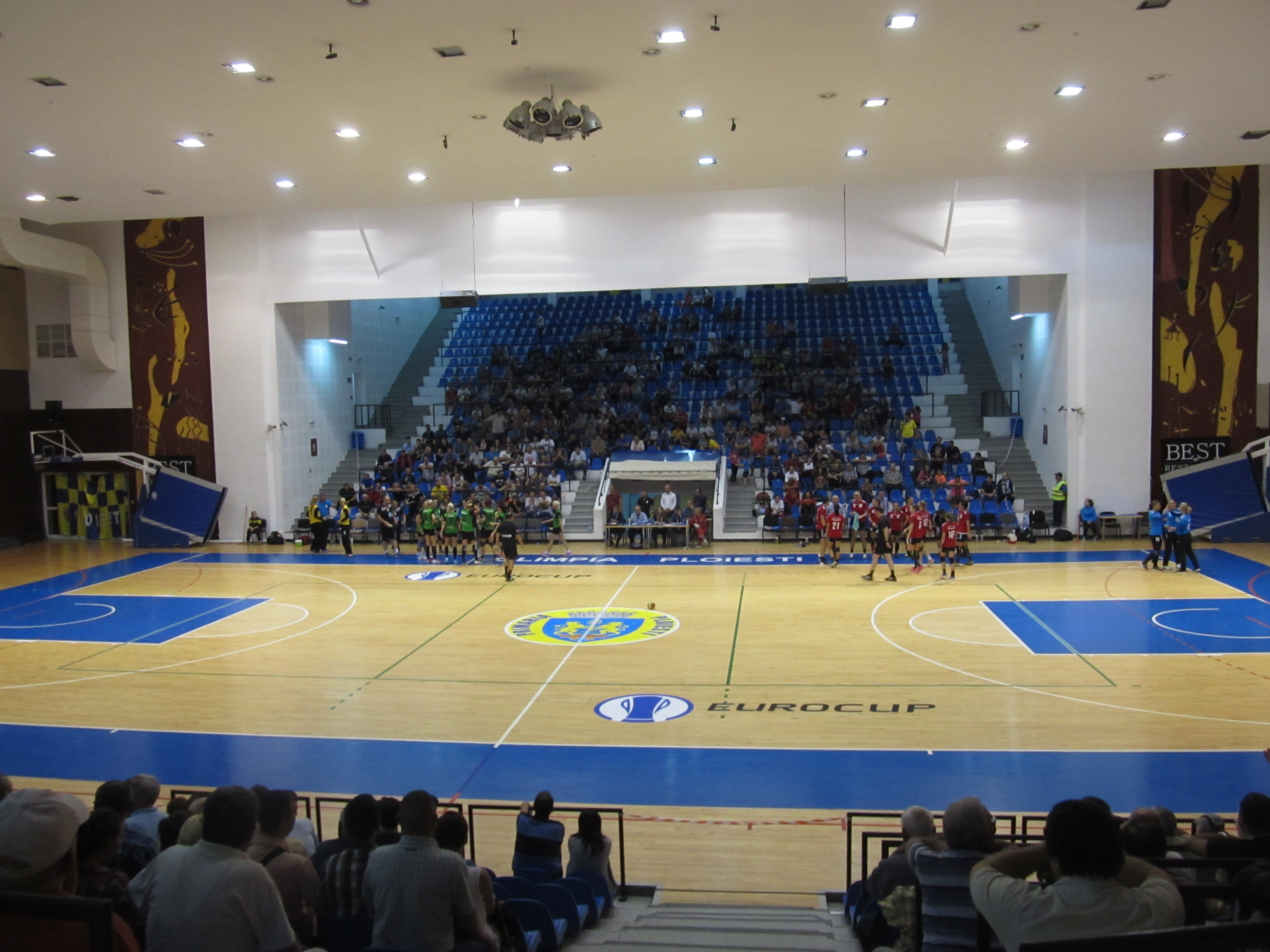
Sala Olimpia din Ploiești, gazda Final4.

Pe 13 martie 2018, FRH a făcut cunoscut că Final4 se va desfășura, ca și în anul anterior, la Sala Sporturilor Olimpia din Ploiești.
Distribuția în semifinale s-a decis similar cu cea pentru sferturile de finală, prin tragere la sorți. Echipele au tras la sorți numerele de la 1 la 4, iar partidele s-au jucat după cum urmează: între numerele 1–4 și 2–3. Tragerea la sorți pentru distribuția în semifinale a avut loc pe data de 24 martie 2018, de la ora 12:00, la Sala Polivalentă din Cluj-Napoca. În urma tragerii la sorți au rezultat următoarele semifinale: CSM București–CSM Roman și HCM Râmnicu Vâlcea–HC Dunărea Brăila. Câștigătoarele semifinalelor au disputat apoi un meci pentru locurile I-II, iar învinsele un meci pentru locurile III-IV. Programul Final4 a fost anunțat pe 29 martie 2018.
Biletele au fost puse în vânzare online, în rețeaua Bilete.ro (Oficiile Poștei Române, magazinele Inmedio, Relay și Germanos), iar în zilele meciurilor au putut fi achiziționate și de la casa de bilete a Sălii Sporturilor Olimpia din Ploiești.

### Semifinalele
| 31 martie 2018 Digi3, Telekom215:00 | HCM Râmnicu Vâlcea | 29 - 23 | HC Dunărea Brăila | Sala Sporturilor Olimpia, Ploiești Arbitri: Belean, Călina |
| 31 martie 2018 Digi3, Telekom215:00 | Glibko 7           | (17-12) | Šteriova 7        | Sala Sporturilor Olimpia, Ploiești Arbitri: Belean, Călina |
| 31 martie 2018 Digi3, Telekom215:00 | 3× 4×              | Raport  | 2× 4×             | Sala Sporturilor Olimpia, Ploiești Arbitri: Belean, Călina |

În urma calificării în finala competiției, HCM Râmnicu Vâlcea a câștigat dreptul de a evolua în sezonul 2018-2019 al Cupei EHF.
| 31 martie 2018 Digi2, Telekom318:00 | CSM București | 38 - 24 | CSM Roman  | Sala Sporturilor Olimpia, Ploiești Asistență: 1.000 Arbitri: Florescu, Stoia |
| 31 martie 2018 Digi2, Telekom318:00 | Curea 8       | (19-14) | Boljević 8 | Sala Sporturilor Olimpia, Ploiești Asistență: 1.000 Arbitri: Florescu, Stoia |
| 31 martie 2018 Digi2, Telekom318:00 | 3×            | Raport  | 1× 3×      | Sala Sporturilor Olimpia, Ploiești Asistență: 1.000 Arbitri: Florescu, Stoia |

### Finala mică
| 1 aprilie 2018 Canalul YouTube al FRH13:00 | HC Dunărea Brăila | 28 - 24 | CSM Roman   | Sala Sporturilor Olimpia, Ploiești Arbitri: Babău, Roibu |
| 1 aprilie 2018 Canalul YouTube al FRH13:00 | Gheorghe, Vătu 5  | (13-14) | Boljević 11 | Sala Sporturilor Olimpia, Ploiești Arbitri: Babău, Roibu |
| 1 aprilie 2018 Canalul YouTube al FRH13:00 | 1× 2×             | Raport  | 2× 2×       | Sala Sporturilor Olimpia, Ploiești Arbitri: Babău, Roibu |

### Finala
| 1 aprilie 2018 Digi1, Telekom216:00 | HCM Râmnicu Vâlcea | 22 - 29 | CSM București | Sala Sporturilor Olimpia, Ploiești Arbitri: Năstase, Stancu |
| 1 aprilie 2018 Digi1, Telekom216:00 | Glibko 10          | (10-15) | Kurtović 6    | Sala Sporturilor Olimpia, Ploiești Arbitri: Năstase, Stancu |
| 1 aprilie 2018 Digi1, Telekom216:00 | 1× 2×              | Raport  | 4× 3× 1×      | Sala Sporturilor Olimpia, Ploiești Arbitri: Năstase, Stancu |

## Schemă
| Optimile de finală | Optimile de finală   | Optimile de finală |  |  | Sferturile de finală | Sferturile de finală | Sferturile de finală |  |  | Semifinalele | Semifinalele      | Semifinalele |  |              | Finala       | Finala            | Finala |
|                    |                      |                    |  |  |                      |                      |                      |  |  |              |                   |              |  |              |              |                   |        |
| J4                 | HCM Slobozia         | 19                 |  |  |                      |                      |                      |  |  |              |                   |              |  |              |              |                   |        |
| J4                 | CSM București        | 34                 |  |  | J12                  | CSM București        | 29                   |  |  |              |                   |              |  |              |              |                   |        |
| J3                 | HC Zalău             | 23                 |  |  | J12                  | HC Zalău             | 27                   |  |  |              |                   |              |  |              |              |                   |        |
| J3                 | CSM Slatina          | 19                 |  |  |                      |                      |                      |  |  | J14          | CSM București     | 38           |  |              |              |                   |        |
| J6                 | CSM Roman            | 27                 |  |  |                      |                      |                      |  |  | J14          | CSM Roman         | 24           |  |              |              |                   |        |
| J6                 | SCM Craiova          | 22                 |  |  | J11                  | CSM Roman            | 25                   |  |  |              |                   |              |  |              |              |                   |        |
| J8                 | SCM Gloria Buzău1)   | 21                 |  |  | J11                  | Danubius Galați      | 19                   |  |  |              |                   |              |  |              |              |                   |        |
| J8                 | Danubius Galați      | 27                 |  |  |                      |                      |                      |  |  |              |                   |              |  |              | J16          | CSM București     | 29     |
| J2                 | Minaur Baia Mare2)   | 21                 |  |  |                      |                      |                      |  |  |              |                   |              |  |              | J16          | HC Rm.Vâlcea      | 22     |
| J2                 | Corona Brașov        | 31                 |  |  | J9                   | Corona Brașov        | 27                   |  |  |              |                   |              |  |              |              |                   |        |
| J5                 | Rapid București      | 24                 |  |  | J9                   | HC Rm.Vâlcea         | 31                   |  |  |              |                   |              |  |              |              |                   |        |
| J5                 | HC Rm.Vâlcea         | 31                 |  |  |                      |                      |                      |  |  | J13          | HC Rm.Vâlcea      | 29           |  |              |              |                   |        |
| J1                 | HC Dunărea Brăila    | 28                 |  |  |                      |                      |                      |  |  | J13          | HC Dunărea Brăila | 23           |  |              |              |                   |        |
| J1                 | CS Măgura Cisnădie   | 23                 |  |  | J10                  | HC Dunărea Brăila    | 28                   |  |  |              |                   |              |  | Locurile 3-4 | Locurile 3-4 | Locurile 3-4      |        |
| J7                 | CSM Bistrița         | 33                 |  |  | J10                  | CSM Bistrița         | 25                   |  |  |              |                   |              |  |              | J15          | HC Dunărea Brăila | 28     |
| J7                 | „U” Alexandrion Cluj | 27                 |  |  |                      |                      |                      |  |  |              |                   |              |  |              | J15          | CSM Roman         | 24     |

#### Legendă
J1-8 = joc 1-8;
CSF1-2 = câștigătoarea semifinalei 1-2;
ÎSF1-2 = învinsa semifinalei 1-2;

## Clasament și statistici
| Loc | Echipă             |
| --- | ------------------ |
|     | CSM București      |
|     | HCM Râmnicu Vâlcea |
|     | HC Dunărea Brăila  |
| 4   | CSM Roman          |

| Premiu                           | Handbalistă                       |
| -------------------------------- | --------------------------------- |
| MVP al Final4                    | Cristina Neagu (ROU)              |
| Portarul Final4                  | Jelena Grubišić (CRO)             |
| Cea mai bună apărătoare a Final4 | Marit Malm Frafjord (NOR)         |
| Golgheterul Cupei României       | Irina Glibko (UKR) (36 de goluri) |

### Clasamentul marcatoarelor
Actualizat pe 1 aprilie 2018
| Poz. | Nume                      | Echipă             | Meciuri | Goluri |
| ---- | ------------------------- | ------------------ | ------- | ------ |
| 1    | Irina Glibko (UKR)        | HCM Râmnicu Vâlcea | 4       | 36     |
| 2    | Alina Vătu (ROU)          | HC Dunărea Brăila  | 4       | 30     |
| 3    | Jasna Boljević (MNE)      | CSM Roman          | 4       | 27     |
| 4    | Marija Šteriova (MKD)     | HC Dunărea Brăila  | 4       | 22     |
| 5    | Alexandra Iovănescu (ROU) | CSM Roman          | 4       | 19     |
| 6    | Isabelle Gulldén (SWE)    | CSM București      | 4       | 18     |
| 7    | Iulia Curea (ROU)         | CSM București      | 4       | 17     |
| 8    | Amanda Kurtović (NOR)     | CSM București      | 4       | 16     |
| 9    | Alexandra Gavrilă (ROU)   | HCM Râmnicu Vâlcea | 4       | 14     |
| 10   | Sorina Tîrcă (ROU)        | Corona Brașov      | 2       | 13     |